# Leana Wen
Leana Sheryle Wen (溫麟衍T, 温麟衍S, Wen LinyanP; Shanghai, 27 gennaio 1983) è una medica, opinionista e editorialista cinese naturalizzata statunitense.
Opinionista medico della CNN, attualmente è professoressa di politica sanitaria e management presso la George Washington University.
Dal 2018 al 2019 è stata anche presidente di Planned Parenthood
Nel maggio 2020 diventa editorialista del Washington Post apparendo anche come analista medico presso la CNN nel dibattito sull'andamento della pandemia di COVID-19.
Nel 2019 è stata nominata dalla rivista Time tra le 100 persone più influenti del mondo.

## Biografia

### Infanzia e studi
Leana Wen nasce a Shanghai nel 1983 da Ying Sandy Zhang, addetta alle pulizie di camere d'albergo, impiegata di una videoteca e insegnante di scuola elementare, e Xiaolu Wen, di mestiere lavapiatti e fattorino per i giornali ed in seguito responsabile tecnologico per il Chinese Daily News a Los Angeles. Si trasferì con i suoi genitori negli Stati Uniti quando lei aveva solo 8 anni. Una volta concesso l'asilo politico alla sua famiglia, ha iniziato a vivere tra Compton e East Los Angeles. Nel 2003 lei e la famiglia ottennero la cittadinanza statunitense.
Si è laureata con lode in biochimica all'età di 18 anni nel 2001 presso l'Università statale della California a Los Angeles, per poi conseguire un dottorato in medicina presso la facoltà di medicina dell'Università Washington a Saint Louis. Ottiene anche due lauree magistrali, una in storia economica e sociale e un'altra in studi moderni della Cina, entrambe presso il Merton College di Oxford, dove ha anche incontrato il suo futuro marito, Sebastian Walker, durante il suo soggiorno in Inghilterra.
Nel 2005 assume l'incarico di presidente nazionale dell'American Medical Student Association, dove ha condotto campagne in favore all'accesso all'assistenza sanitaria, alla diminuzione delle disparità sanitarie e alla lotta contro i conflitti di interesse tra medici e aziende farmaceutiche che notoriamente utilizzano rappresentanti di vendita attraenti e regali gratuiti per influenzare i medici, in particolare giovani stagisti e medici residenti. È stata inoltre coinvolta nella politica sanitaria statunitense e internazionale durante la scuola di medicina, prestando servizio a Ginevra come membro dell'Organizzazione mondiale della sanità e in Ruanda come membro del Dipartimento della Difesa degli Stati Uniti. Ha anche fornito consulenza al Congresso degli Stati Uniti sulla forza lavoro dei medici e sull'educazione medica attraverso la sua nomina al Council on Graduate Medical Education dal segretario della salute e dei servizi umani.

### Carriera
Dopo aver frequentato la scuola di medicina ha completato la sua residenza al Brigham and Women's e il Massachusetts General Hospital con una borsa di studio clinica presso la Harvard Medical School, venendo certificata in medicina d'urgenza. Cominciò a lavorare in medicina d'urgenza presso BWH e Mass General prima di trasferirsi al pronto soccorso della George Washington University, dove è diventata professoressa di emergenza e politiche sanitarie e direttore della ricerca sull'assistenza centrata sul paziente. È stata consulente della Brookings Institution e del China Medical Board e ha condotto ricerche sui sistemi sanitari internazionali anche in Sudafrica, Slovenia, Nigeria, Singapore e Cina.
In qualità di presidente di Planned Parenthood, ha lavorato per espandere i servizi non abortivi come la salute materna e i servizi di salute mentale e per rinominare l'azienda dalla sua immagine di sostenitrice dei diritti all'aborto a un'organizzazione globale per la salute delle donne. È stata poi nominata nel 2019 tra le 100 persone più influenti dalla rivista Time e citata da Cynthia Nixon nella rivista come una "feroce visionaria" per i diritti riproduttivi e l'assistenza sanitaria. Nel luglio di quell'anno fu costretta a dimettersi da presidente di Planned Parenthood a seguito di una disputa sulle differenze filosofiche e la direzione dell'organizzazione tra le crescenti sfide politiche e legali all'aborto.

## Vita privata
Wen ha sposato il sudafricano Sebastian Neil Walker a Boston nel febbraio 2012, dopo una cerimonia di benedizione a Città del Capo nel novembre 2011. Hanno due figli:  Eli (nato nel 2017) e Isabelle (nata nel 2020).